# ケミカルバイオロジー
ケミカルバイオロジー (英語: chemical biology) とは、ハーバード大学のスチュアート・シュライバーらが提唱した、分子生物学的な手法に加えて有機化学的な手法も駆使し、核酸や蛋白質など、生体内分子の機能や反応を分子レベルから扱おうとする学問領域のことを指す。その中でも DNA や RNA などを対象とする分野は、化学遺伝学（ケミカルゲノミクス）と呼ばれる。

## 概要
生物学あるいは遺伝学は、生物にみられる形質を対象として、その根底にある遺伝子とその発現、生体分子の相互作用、それらによる制御といったメカニズムを解析する方向で進歩してきた。それと並行して、有機化学的方法を駆使した医薬品などの創薬が進み、これらの薬品が生物に与える影響（効果・副作用・毒性）についての情報も大量に蓄積されつつある。初めから生体高分子を狙った分子標的薬もすでに実用化が進んでいる。このような化合物の影響を「形質」と見なして、その根底にあるメカニズムを探ろうとするのがケミカルバイオロジーである。
生体機能の制御や解析、再現に関わるものであれば、低分子有機化合物から生体高分子まで、広い範囲の有機分子が研究対象に入る。ケミカルバイオロジーはそれら生体内分子あるいは関連化合物の、生体やモデル系における機能や反応を解析することにより、生体機能に関わる分子の振る舞いを理解しようとする学問でもある。
ナノテクノロジー、超分子化学とも関連が深く、近年、一領域を築いた分野である。

## 学術誌
- ネイチャー ケミカルバイオロジー
- ACS Chemical Biology